# Bozovici (gmina)
Bozovici − gmina w Rumunii, w okręgu Caraș-Severin. Obejmuje miejscowości Bozovici, Poneasca, Prilipeț i Valea Minișului. W 2011 roku liczyła 2924 mieszkańców.